# Vampirella
Vampirella é uma super-heroína vampira fictícia criada pelos norte-americanos  Forrest J Ackerman  (roteirista) e Trina Robbins (quadrinista) na revista de quadrinhos de terror em preto e branco Vampirella #1, da Warren Publishing  (setembro de 1969). Suas revistas-irmãs eram Creepy e Eerie.
O roteirista e editor Archie Goodwin posteriormente desenvolveu a personagem de  narradora de histórias de terror (papel que desempenhou até a edição # 8, de novembro de 1970) a protagonista um drama de terror. A história em quadrinhos foi publicada continuamente até 1983, quando a Warren Publishing fechou e seus ativos foram comprados pela Harris Publications. Os quadrinhos de Vampirella, tanto novos quanto republicações, continuaram por várias editoras no século XXI.

## Biografia fictícia
Vampirella era originalmente vinda do planeta Drakulon, um mundo onde o sangue fluía como água e onde os nativos, chamados Vampiri, compartilhavam características tradicionalmente vampíricas. Drakulon orbitava uma estrela binária que causava secas contínuas durante todo o ano. Infelizmente para os vampiros, estas secas esgotaram gradualmente seu suprimento de sangue; ameaçando-os de extinção. A jornada de Vampirella começa quando um ônibus espacial americano se choca contra Drakulon. Na esperança de salvar seu povo, ela viaja para a Terra onde começa a caçar remanescentes sombrios de sua própria raça. Os vampiros da Terra são originários de Drácula, um membro esquecido da raça Vampiri que deixou seu mundo natal séculos atrás apenas para ser corrompido pela entidade demoníaca conhecida como Caos.

### Continuidade da Harris
Depois de relançar Vampirella com a minissérie Morning In America, escrita por Kurt Busiek, a Harris Comics publicou a história "Mystery Walk", que revisou a origem de Vampirella. Ela soube que era, na verdade, filha de Lilith, que a tradição judaica  popular medieval descreve como a primeira esposa de Adão. Lilith não se submeteria a Adão e, expulsa do Éden por Deus, gerou demônios. Mais tarde, ela se arrependeu e foi para o Éden ter filhos para lutar contra o mal que havia criado. Sua primeira tentativa foi Madek e Magdalene, que se voltaram para o mal; Vampirella era sua segunda. Madek e Magdalene fizeram uma lavagem cerebral nela fazendo-a acreditar que ela era de Drakulon.
Outras retcons foram revisitados em Vampirella Lives e elaborados em Blood Lust. Drakulon era real, mas era um lugar no Inferno. Vampirella foi trazida para o Éden, não nascida lá. Foi Lilith, não Madek e Magdalene, que fez acreditar que Drakulon era outro planeta. Vampirella restaura os rios de sangue de Drakulon, o que enfraquece Lilith, que é morta pelas mãos de Deus.
Uma revisão adicional no enredo de "Fim do Mundo" revelou que Lilith não se arrependeu realmente e criou Vampirella para ser boa porque ela queria libertar o Coração das Trevas (coração do anjo caído Malkuth) da lança de Metatron, o que só poderia ser feito por uma boa pessoa. Outro retcon, em Vampirella: Revelations, revela que o motivo pelo qual Lilith criou Vampirella para ser boa era que a existência de vampiros tornava Lilith mais fraca e ela queria que alguém os matasse. Lilith usou um espelho mágico para fazer Vampirella acreditar em qualquer variação de sua origem que fosse necessária na época.

### Continuidade da Dynamite
Na série inicial publicada pela Dynamite Entertainment, Vampirella trabalhou relutantemente com Drácula contra um culto rebelde de seus antigos seguidores. Adquirindo Sofia Murray como sua assistente, Vampirella se envolveu em uma conspiração do Vaticano que finalmente ressuscitou Von Kreist e levou à morte de Sofia. Vampirella rompeu seus laços com o Vaticano e se viu trabalhando para as forças da Ordem novamente. Reunindo-se com um Van Helsing ressuscitado, Pendragon e outros personagens da Warren Magazine, Vampirella visita o futuro e descobre o mundo destruído pelo sobrenatural. Tentando formar um reino sobrenatural para contradizer isso, Vampirella é vítima de uma conspiração por Drácula e um grupo de cavaleiros vampiros que resulta na realidade se tornando desvendada. Lilith expulsa Vampirella de seu universo para salvá-la.
Vampirella foi relançada com Our Lady Of Shadows como uma agente do Vaticano antes de ser relançada novamente com um novo traje em Hollywood Horror sob a autora Kate Leth. Neste universo, Vampirella veio recentemente à Terra e se tornou uma  scream queen de Hollywood. Ela mora com seu namorado Tristan e o mordomo Coleridge.
Depois de cair em um sono de mil anos, Vampirella acorda em um futuro bizarro e distópico, onde ela conhece sua nova companheira e namorada, Vicki, e um gato preto que ela chama de Grit. Depois de fazer uma jornada por sua própria mente, Vampirella descobre que ela absorveu todas as memórias e experiências de uma centena de Vampirellas de universos paralelos. 
De acordo com a série Hack / Slash, Vampirella está atualmente trabalhando como apresentadora de um talk show de rádio e várias vezes se juntou a Cassie e seu parceiro Vlad para parar demônios e vampiros ao invés dos slashers padrão pelos quais a série é conhecida. Ela e Vlad têm uma intensa atração física e relacionamento, mas se separaram porque o estilo de vida nômade dele não combinava com o dela.
Uma série spin-off publicada durante a temporada de Christopher Priest intitulada Sacred Six acompanha a mãe de Vampirella, Lilith, que vive em uma cidade de vampiros.

### Poderes e habilidades
Vampirella possui muitos dos poderes típicos dos vampiros mitológicos. Ela exerce superforça ao enfrentar seus oponentes e pode se mover tão rápido que parece um borrão de movimento. Seus sentidos estão muito além dos humanos, permitindo que ela perceba o estado emocional de alguém através do olfato, ouça coisas imperceptíveis para os humanos e veja claramente na escuridão total.  Ela é muito atlética, possuindo grande resistência, reflexos e agilidade sobre-humanos. Seu fator de cura concede a ela grande resiliência e permite que ela se cure rapidamente de suas feridas e a torna imune a doenças terrenas e toxinas.
Sua capacidade de transformar outras pessoas em vampiros é um ponto inconsistente. Foi um ponto de virada na era Warren que ela não podia, porque era um ser de outro planeta e não uma criatura sobrenatural, mas essa origem foi revisada e ela poderia fazer isso no crossover Shadowhawk. No entanto, esse crossover está fora de continuidade de Shadowhawk e pode estar fora de continuidade para Vampirella.
Ela tinha o poder de fazer crescer um par gigante de asas de quirópteros para permitir o vôo autopropulsado. Seu olhar e até mesmo sua voz são hipnóticos e sedutores para os humanos, particularmente aos homens (ela foi vista como tendo a capacidade de induzir excitação sexual nos homens simplesmente por estar na presença deles). Ela mostrou ter o poder de telepatia, já que era capaz de ouvir as vozes dos demônios dentro da mente de Jackie Estacado.
Ela é imortal.
Além de suas habilidades sobrenaturais, Vampirella é uma formidável combatente corpo a corpo e mostra-se habilidosa com armas de fogo dos dias modernos.

## Recepção
Vampirella ficou em 35º lugar na lista das "100 mulheres mais sexy dos quadrinhos" do Comic Buyers' Guide. 

## Outras versões

### Li'l Vampi
Em 2000, uma série de quadrinhos intitulada Vampi começou a circular pela Anarchy Studio . A série acompanha Vampi, uma versão futurística alternativa de Vampirella que busca encontrar uma cura para seu vampirismo. A série principal teve 25 edições. Várias minisséries se seguiram sob os títulos Vampi Vicious, Vampi Vicious Circle, Vampi Vicious Rampage e Vampi vs. Xin . Uma edição omnibus coletando as primeiras dezoito edições da série inicial foi lançada em 2012 pela Dynamite Entertainment.
Em janeiro de 2014, a Dynamite Entertainment lançou Li'l Vampi, uma história em quadrinhos do escritor Eric Trautmann e da artista Agnes Garbowska. A história em quadrinhos segue uma versão infantil de Vampirella enquanto ela tenta descobrir por que monstros estão destruindo a cidade de Stoker, Maine.

## Adaptações de mídia
Em 1996, uma adaptação para o cinema de Vampirella foi produzida pela Concorde Pictures, estrelando Talisa Soto no papel-título. Em 2021, a Dynamite Entertainment anunciou que um novo filme estava em desenvolvimento, além dos planos de adaptações para a televisão baseadas no Universo Vampirella.